# Tachys pallidus
Tachys pallidus är en skalbaggsart som beskrevs av Maximilien de Chaudoir. Tachys pallidus ingår i släktet Tachys och familjen jordlöpare. Inga underarter finns listade i Catalogue of Life.